# Genga (Marche)
Genga település Olaszországban, Marche régióban, Ancona megyében. Lakosainak száma 1682 fő (2023. január 1.). Genga Arcevia, Sassoferrato, Fabriano és Serra San Quirico községekkel határos.

## Népesség
A település lakossága az elmúlt években az alábbi módon változott:
| Lakosok száma | 1781 | 1748 | 1682 |
|               | 2017 | 2018 | 2023 |